# Crângeni (gmina)
Crângeni – gmina w Rumunii, w okręgu Teleorman. Obejmuje miejscowości Balta Sărată, Crângeni, Dorobanțu i Stejaru. W 2011 roku liczyła 2878 mieszkańców. 